# Emilia Wcisło
Emilia Wcisło (ur. 30 lipca 1942 w Rzeszowie) – polska polityk, posłanka na Sejm PRL IX kadencji.

## Życiorys
W 1974 ukończyła studia na Wydziale Prawa i Administracji Uniwersytetu im. Marii Curie-Skłodowskiej. W latach 1962–1985 pracowniczka administracji terenowej. Zatrudniona m.in. w Prezydium Miejskiej Rady Narodowej Rzeszowa, Prezydium Powiatowej Rady Narodowej w Rzeszowie, Urzędzie Miejskim w Rzeszowie oraz Urzędzie Gminy w Trzebownisku. 
Od 1969 działała w Stronnictwie Demokratycznym. Od lata 1985 pełniła obowiązki sekretarza Miejskiego Komitetu SD w Rzeszowie. W wyborach w 1985 uzyskała mandat posłanki na Sejm PRL IX kadencji w okręgu Rzeszów z ramienia SD. Zasiadała w Komisji Administracji, Spraw Wewnętrznych i Wymiaru Sprawiedliwości, Komisji Prac Ustawodawczych, Komisji Nadzwyczajnej do rozpatrzenia projektów ustaw związanych z realizacją drugiego etapu reformy gospodarczej, Komisji Nadzwyczajnej do rozpatrzenia projektu ustawy o zmianie ustawy Ordynacja wyborcza do rad narodowych oraz w Komisji Nadzwyczajnej do rozpatrzenia projektu ustawy Prawo o stowarzyszeniach oraz projektów ustaw dotyczących związków zawodowych. Została członkinią Prezydium Klubu Poselskiego SD. 
Odznaczona Krzyżem Kawalerskim Orderu Odrodzenia Polski, a także Złotym i Srebrnym Krzyżem Zasługi.